# 2577 Litva
2577 Litva este un asteroid din centura principală, descoperit pe 12 martie 1975 de Nikolai Cernîh.